# Palumbia
Palumbia is een vliegengeslacht uit de familie van de zweefvliegen (Syrphidae).

## Soorten
- P. bellieri Bigot, 1860